# Ocotenco, Delstaten Mexiko
Ocotenco är en ort i Mexiko.   Den ligger i kommunen Tianguistenco och delstaten Mexiko, i den sydöstra delen av landet, 50 km sydväst om huvudstaden Mexico City. Ocotenco ligger 2 630 meter över havet och antalet invånare är 432.
Terrängen runt Ocotenco är varierad. Runt Ocotenco är det ganska tätbefolkat, med 207 invånare per kvadratkilometer. Närmaste större samhälle är San Mateo Atenco, 17,5 km nordväst om Ocotenco. I omgivningarna runt Ocotenco växer i huvudsak blandskog.